# 鼎屏區
鼎屏區，是四川省鄰水縣下轄的一個區級行政單位.

## 沿革[1]
1949年12月，鼎屏區人民政府成立。駐地設在鼎屏鎮場鎮，下轄菁拱、挹爽、解慍、延金、鼎屏5鄉1鎮。1950年7月，鼎屏區人民政府改稱第一區公所。